# باشگاه فوتبال سیدنی
باشگاه فوتبال سیدنی (به انگلیسی: Sydney Football Club) یک باشگاه فوتبال استرالیایی است که در شهر سیدنی در ولز جنوبی نو قرار دارد. این باشگاه هم‌اکنون در ای-لیگ بازی می‌کند. رضا قوچان نژاد مهاجم ایرانی در سال ۲۰۱۹ به‌طور قرضی از آپوئل نیکوزیا قبرس به این تیم پیوست.

## مربیان
| نام             | دوران مربیگری |
| --------------- | ------------- |
| پیر لیتبارسکی   | ۲۰۰۶–۲۰۰۵     |
| تری بوچر        | ۲۰۰۷–۲۰۰۶     |
| برانکو کولینا   | ۲۰۰۷          |
| جان کازمینا     | ۲۰۰۹–۲۰۰۷     |
| تونی پوپوویچ    | ۲۰۰۹          |
| ویتژلاو لاویچکا | ۲۰۰۹-اکنون    |

## بازیکنان ایرانی
- رضا قوچان‌نژاد: (۲۰۱۹)